# Georgi Pajakow
Georgi Pajakow (bułg. Георги Станчов Паяков, ur. 28 lipca 1871 w Gabrowie, zm. 10 lipca 1935 w Sofii) – bułgarski lekarz psychiatra, uważany za jednego z pionierów psychiatrii w Bułgarii.
Studiował medycynę na Uniwersytecie Moskiewskim, studia ukończył w 1897 roku. Następnie specjalizował się w psychiatrii i neurologii w Paryżu. Po powrocie do Bułgarii w 1900 roku kierował szpitalem psychiatrycznym w Łoweczu. Od 1928 roku praktykował w Sofii. Należał do Słowiańskiego Towarzystwa Neurologiczno-Psychiatrycznego.